# José Gómez Abad
José Gómez Abad (Pechina, 29 de enero de 1904 - Almería, 13 de marzo de 1993) fue un pintor español. 

## Biografía y trayectoria
José Gómez Abad destacó en la pintura ya desde muy joven. A los once años se inscribió en una academia de arte situada en el casco antiguo de Almería y en la Escuela de Artes y Oficios (de la que más adelante sería profesor), aunque durante toda su vida fue autodidacta. 

### Desarrollo artístico
En 1941 se traslada a Barcelona con seis cuadros que expone en la Galería Layetana y su venta le permite dedicarse íntegramente a la pintura. Se suceden exposiciones en Almería con la temática de bodegones, flores y paisajes. En los años 40 cuenta ya con cierto respaldo en Barcelona, lo que le permite exponer frecuentemente en lugares como la Sala Augusta o la Galería Layetana y realizar exposiciones frecuentemente tanto en Barcelona como en Almería y en otras ciudades españolas, ganando por ejemplo un premio en la Exposición Nacional de Dibujo de Granada de 1944.

### Compromiso Indaliano
En 1946 entra a formar parte del Movimiento Indaliano invitado por Jesús de Perceval, y en 1947 se realizó en Pechina, su pueblo natal, el Primer Congreso Indaliano y donde se funda la Academia Indaliana   Artes y Bellas Letras de Almería. Asimismo, participó en la primera Muestra Indaliana del Museo Nacional de Arte Moderno realizada en Madrid en 1947. 

### Reconocimientos y premios
Durante los años cincuenta, sesenta y setenta expone alternativamente en Barcelona, Almería y en ocasiones Bilbao, Zaragoza, Vitoria, Granada, etc. y las exposiciones de su obra en la Galería Harvy o el Casino de Almería son un éxito de ventas y goza de gran reconocimiento popular.En 1990 el Ayuntamiento de Pechina le nombra hijo predilecto. En 1991 le fue concedido el IV Premio de Artes Plásticas y Arquitectura Jesús de Perceval, convocado por la Casa de Almería en Barcelona.

## Estilo
Artista de formación y estilo mayormente autodidacta, se interesó por el bodegón y se le llegó a conocer como el pintor de las uvas. Además, el medio rural le fascinó desde pequeño y durante toda su vida que plasmó en cuadros de cortijos del Andarax, el barrio de la Chanca⁣, del paisaje de Níjar o el desierto de Tabernas. Como curiosidad, señalar dos trajes de luces y una Virgen del Mar para el empresario José Artés de Arcos.